# Echinomyces echidna
Echinomyces echidna är en svampart som först beskrevs av Mordecai Cubitt Cooke, och fick sitt nu gällande namn av Rappaz 1987. Echinomyces echidna ingår i släktet Echinomyces och familjen Diatrypaceae.   Inga underarter finns listade i Catalogue of Life.